# Schloss Crispendorf

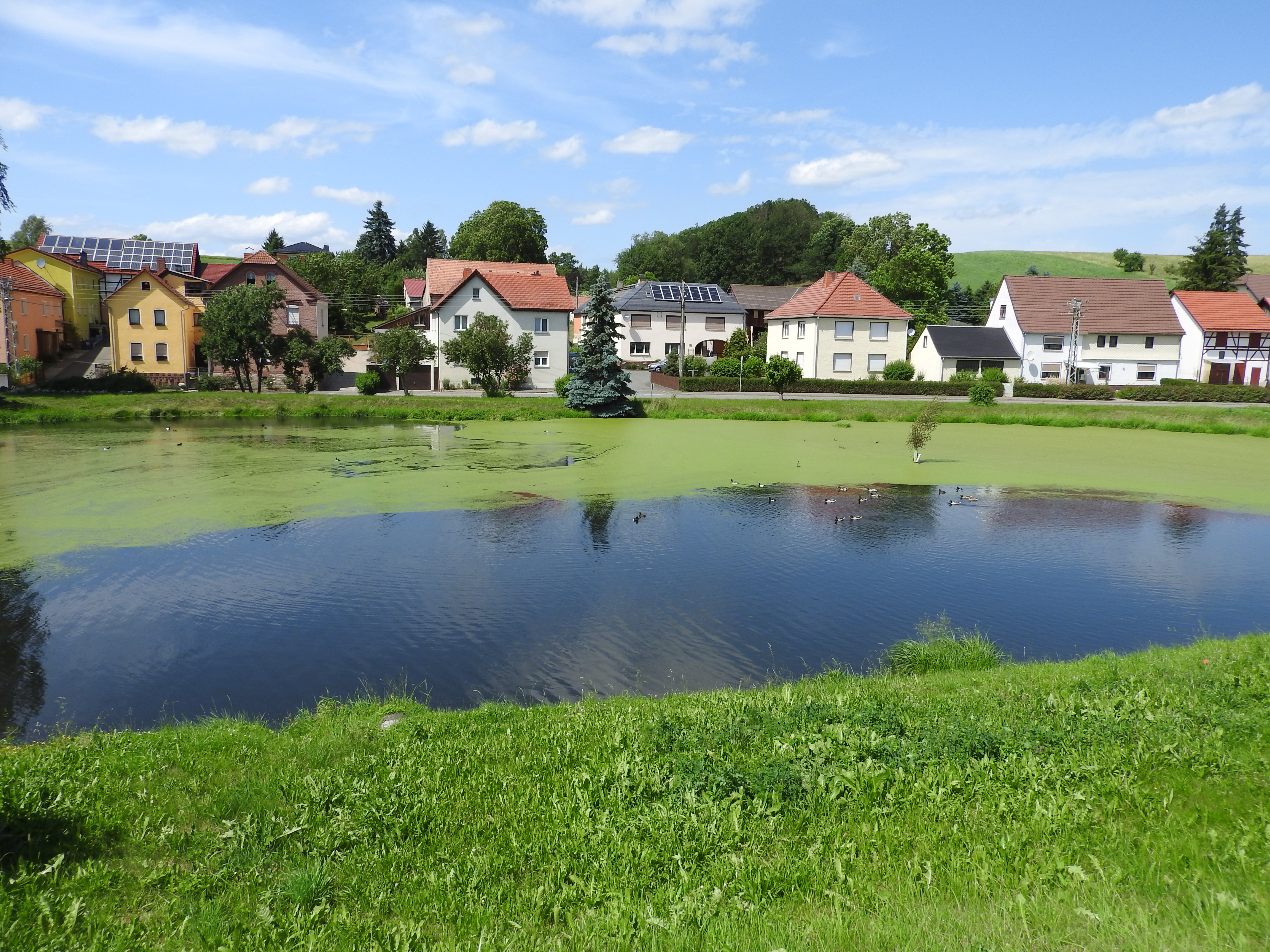
Schlossteich (ohne Schloss) in Crispendorf

Schloss Crispendorf lag bis 1945 in Crispendorf im heutigen Saale-Orla-Kreis in Thüringen und war Hauptgebäude des Ritterguts Crispendorf.

## Lage
Crispendorf ist ein Ort im Schleizer Oberland unweit der Seenplatte um Knau im Thüringer Schiefergebirge. Das Schloss stand an einem großen Teich mitten im Ort.

## Geschichte
1389 wurde die Burg Crispendorf erstmals urkundlich erwähnt. Von der mittelalterlichen Burg ist vom Aussehen nichts bekannt. Besitzer waren die Herren von Poseck. Ihren Besitz erwarben 1538 die Herren von Watzdorf. Von diesen ging das Anwesen mit Gut an Heinrich II. Reuß älterer Linie, der es zum Witwensitz bestimmte. 1765 kaufte der Senator Bergmeister Johann Christian Rudolph die Anlage und ließ sie zum Schloss umbauen.
Durch Heirat gelangte das Schloss in die Hände der Familie Geldern, die 1846 als „von Geldern“- Crispendorf in den Adelsstand erhoben wurden, respektive die Nobilierung erneuert wurde. Namhafte Eigentümer waren zumeist in der direkten Erbfolge Rittergutsbesitzers August von Geldern-Crispendorf (1791–1835), liiert mit Charlotte Dittmar, deren Sohn Bruno von Geldern-Crispendorf. Er war mit Pauline Franziska Schmeißer verheiratet. Sie überreichten die Begüterung in Form des Majorats Max von Geldern-Crispendorf, der wiederum seinem Sohn Major Erich von Geldern auf Woltersdorf zur Verwaltung des gleichnamigen Familienfideikommiss einsetzte. Erich von Geldern, auch Katechet der lutherischen Kirche lebte in den 1950er Jahren mit seiner Familie in Gera. Mitinhaber war zuletzt auch dessen älterer Bruder Eberhard von Geldern, welcher zeitgleich in München lebte.
Das Schloss wurde im Zweiten Weltkrieg mehrfach geplündert und nach der Enteignung 1945 im Jahr 1948 auf Befehl 209 der SMAD gesprengt.
Das Barockschloss war ein Dreiflügelbau in Hufeisenform mit drei Etagen.